# Soundgarden
Soundgarden a fost o formație rock americană formată în Seattle, Washington, în 1984, de către cântărețul și chitaristul ritmic Chris Cornell, chitaristul principal Kim Thayil, și basistul Hiro Yamamoto. Matt Cameron a devenit toboșarul definitiv al trupei in 1986, în timp ce basistul Ben Shepherd a devenit înlocuitorul permanent al lui Yamamoto în 1990. Trupa s-a dizolvat în 1997 și s-a reformat în 2010. După moartea lui Cornell în 2017 și un an de incertitudine cu privire la viitorul trupei, Thayil a declarat în octombrie 2018 că Soundgarden nu mai există, deși s-au reunit în ianuarie 2019 pentru un concert unic în omagiu adus lui Cornell.
Soundgarden a fost una dintre trupele cel mai influente care au contribuit la crearea muzicii grunge, un subgen al rock-ului alternativ care își are originile în orașul Seattle. Soundgarden a fost una din rândul trupelor grunge care au semnat un contract cu casa de discuri Sub Pop, precum și prima trupă grunge care a semnat un contract cu o casa de discuri majoră (A&M Records, în 1988), dar aceștia nu au atins succes comercial decât după ce au popularizat genul în prima parte a anilor 1990 alături de alte trupe din zona Seattle precum Pearl Jam, Nirvana și Alice in Chains.
Soundgarden s-a bucurat de cel mai mare succes prin albumul Superunknown din 1994, care a debutat ca numărul unu in topul Billboard și care a conținut piesele "Black Hole Sun" și "Spoonman", ambele câștigătoare a premiilor Grammy. În 1997, trupa s-a destrămat datorită unor neînțelegeri interne legate de direcțiile artistice spre care membrii trupei se îndreptau. Soundgarden s-a reunit în anul 2010, după un deceniu în care membrii acesteia au lucrat la diferite proiecte solo sau alături de alte trupe. Al șaselea album oficial al trupei, King Animal, a fost pus pe piață doi ani mai târziu.
Începând cu anul 2012, Soundgarden a vândut mai bine de 10 milioane de înregistrări în Statele Unite, iar vânzările mondiale sunt estimate în jurul a 22 de milioane. VH1 a plasat trupa Soundgarden pe locul 14 în lista celor „100 cei mai mari artiști rock”.

## Discografie

### Albume de studio
- Ultramega OK (1988)
- Louder Than Love (1989)
- Badmotorfinger (1991)
- Superunknown (1994)
- Down on the Upside (1996)
- King Animal (2012)